# كلارنس باول
كلارنس باول (بالإنجليزية: Clarence Paul)‏ هو كاتب أغاني ومنتج أسطوانات أمريكي، ولد في 19 مارس 1928 في وينستون-سالم في الولايات المتحدة، وتوفي في 6 مايو 1995 في لوس أنجلوس في الولايات المتحدة بسبب السكري.

## وصلات خارجية
- كلارنس باول على موقع IMDb (الإنجليزية)
- كلارنس باول على موقع ميوزك برينز (الإنجليزية)
- كلارنس باول على موقع أول ميوزيك (الإنجليزية)
- كلارنس باول على موقع ديسكوغز (الإنجليزية)